# Euphyia wettsteini
Euphyia wettsteini är en fjärilsart som beskrevs av Hans Rebel 1936. Euphyia wettsteini ingår i släktet Euphyia och familjen mätare. Inga underarter finns listade i Catalogue of Life.